# José Beyaert

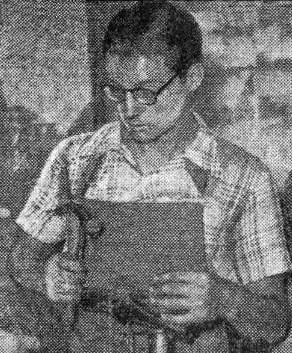
Beyaert in 1944

José Beyaert (Lens, 1 oktober 1925 – La Rochelle, 11 juni 2005) was een Frans wielrenner die prof was van 1949 tot 1953.

## Biografie
José Louis Beyaert werd geboren in Lens op 1 oktober 1925. Zijn vader, die ook José Beyaert heette, was afkomstig uit Nazareth in België, zijn moeder Marie Legrand uit Lens.
Zijn grootste succes als wielrenner kende hij in 1948 toen hij de olympische wegrit in Londen won en zo olympisch kampioen wielrennen werd. Na zijn actieve wielercarrière zette hij zich onder meer in voor de wielersport in Colombia.
Ook zijn jongere broer Georges Beyaert was wielrenner.

## Belangrijkste overwinningen
1948
 Olympisch kampioen op de weg
1949
GP de l'Écho d'Alger
1950
GP Isbergues
1952
2e, 3e, 6e, 11e en 13e etappe Ronde van Colombia
Eindklassement Ronde van Colombia
1953
3e en 8e etappe Ronde van Colombia
1954
8e (deel A en B) en 17e etappe Ronde van Colombia

## Resultaten in voornaamste wedstrijden
| Jaar | Ronde van Italië | Ronde van Frankrijk | Ronde van Spanje |
| ---- | ---------------- | ------------------- | ---------------- |
| 1949 |                  |                     |                  |
| 1950 | 72e              | 47e                 |                  |
| 1951 |                  | buiten tijd         |                  |

| Jaar | Milaan-San Remo | Parijs-Roubaix | Parijs-Brussel |
| ---- | --------------- | -------------- | -------------- |
| 1949 |                 | 53e            |                |
| 1950 | 86e             | 43e            | 9e             |
| 1951 | 72e             | 73e            |                |

1896: Aristidis Konstantinidis · 
1912: Rudolph Lewis · 
1920: Harry Stenqvist · 
1924: Armand Blanchonnet · 
1928: Henry Hansen · 
1932: Attilio Pavesi · 
1936: Robert Charpentier · 
1948: José Beyaert · 
1952: André Noyelle · 
1956: Ercole Baldini · 
1960: Viktor Kapitonov · 
1964: Mario Zanin · 
1968: Pierfranco Vianelli · 
1972: Hennie Kuiper · 
1976: Bernt Johansson · 
1980: Sergej Soechoroetsjenkov · 
1984: Alexi Grewal · 
1988: Olaf Ludwig · 
1992: Fabio Casartelli · 
1996: Pascal Richard · 
2000: Jan Ullrich · 
2004: Paolo Bettini · 
2008: Samuel Sánchez · 
2012: Aleksandr Vinokoerov · 
2016: Greg Van Avermaet ·
2020: Richard Carapaz ·
2024: Remco Evenepoel
- Library of Congress Control Number: no2014108398
- Virtual International Authority File: 310665605
- WorldCat: E39PBJyWY47wC8KVG4b3ckxVYP